# Oxytropis schmorgunoviae
Oxytropis schmorgunoviae är en ärtväxtart som beskrevs av Boris Alexandrovich Jurtzev. Oxytropis schmorgunoviae ingår i släktet klovedlar, och familjen ärtväxter. Inga underarter finns listade i Catalogue of Life.